# Pierre de Thury
Pierre de Thury (anche Thurey, Thureyo o Tureyo) (Bresse, 1340/1350 – Francia, 9 dicembre 1410) è stato un vescovo, pseudocardinale francese, noto come il cardinale di Maillezais.

## Biografia
Era figlio di Guichard de Thury e di Jeanne de la Palud ed, inoltre, era nipote di Guillaume de Thury, arcivescovo di Lione. Ottenne un dottorato in utroque iure, sia in legge canonica che civile. Fu priore di Saint-Saveur, Nevers, poi professore di diritto e in seguito segretario del re Carlo VI di Francia. Fu custode-sacriste della cattedrale di Lione.
Nel 1377 il duca di Berry lo indicò a papa Gregorio XI come nuovo vescovo per la sede metropolitana di Vienne, ma sfortunatamente la scelta del vescovo era già stata formulata, quando il suggerimento arrivò al papa. Nel 1381 si trovava in Castiglia, da dove  parlò in favore dell'antipapa Clemente VII e contro il papa Urbano VI. In seguito ricevette il diaconato.
Il 2 maggio 1382 fu eletto vescovo di Maillezais; quello stesso anno fu nominato nunzio apostolico in Boemia.
Fu creato pseudocardinale presbitero con il titolo di Santa Susanna nel concistoro del 12 luglio 1385; risulta presente al concistoro. Nell'ottobre dello stesso anno accompagnò il duca di Berry a Tolosa, per poi fare ritorno ad Avignone. Il 21 settembre 1387 celebrò la messa per l'anniversario del re Ludovico di Sicilia nella chiesa certosina di Villeneuve-lès-Avignon.